# 森下裕三
森下 裕三（もりした ゆうぞう）は、日本の英語学者、言語学者。専門は意味論・文法論・認知言語学・コーパス言語学。桃山学院大学国際教養学部准教授。英語コーパス学会幹事・事務局広報。学位は博士（学術）。

## 経歴
- 2014年 - 神戸大学大学院人文学研究科博士後期課程修了。神戸大学大学院研究員。
- 2017年 - 環太平洋大学次世代教育学部講師
- 2020年 - 環太平洋大学次世代教育学部准教授
- 2022年 - 現職[1][2]

## 研究テーマ
量的・質的な観点からの英語の語彙・文法研究
1. コーパスと呼ばれる大規模データを活用した統計的手法による英語の語彙や文法的性質の記述
2. 言語研究における統計的分析手法についての研究
3. 特定の語や構文が持つ意味・機能の解明

## 所属学会
- 英語コーパス学会 - 幹事・事務局広報（2022年4月～）[2]
- 関西言語学会
- 日本認知言語学会
- 言語処理学会
- 英語語法文法学会
- 日本英語学会

## 受賞
- 2019年 - 日本認知言語学会奨励賞[4]

## 著書
- 『認知言語学の羽ばたき：実証性の高い言語研究を目指して』/共著/2020年3月26日/開拓社/當野能之・鈴木幸平・秋田喜美＿森下裕三（編）/pp.54-67[5]

## 論文
- 「英語の移動構文における着点志向性」/単著/2020年4月30日/『日本認知言語学会論文集』 (20)/pp.170-179[5]
- 「複雑術語が関与する使役移動構文について」/単著/2015年12月25日/『英語語法文法研究』 (22)/pp.151-166